# Cabeceiras do Piauí
Cabeceiras do Piauí, (a cidade dos quebra mola) é um município brasileiro do estado do Piauí. Conhecida como a cidade dos quebra-molas, devido ter uma grande quantidade de redutor de velocidade em um curto espaço de um para outro.
Localiza-se a uma latitude 04º28'35" sul e a uma longitude 42º18'33" oeste, estando a uma altitude de 109 metros. Sua população estimada em 2024 é de 9 927 de habitantes.
Possui uma área de 672,56 km². Fica a 92 km da capital, Teresina.

## Localização
| Noroeste: Miguel Alves e Lagoa Alegre | Norte: Barras                                               | Nordeste: Boa Hora                   |
| Oeste: Lagoa Alegre                   |                                                             | Leste: Boa Hora e Boqueirão do Piauí |
| Sudoeste: José de Freitas             | Sul: José de Freitas, Campo Maior e Nossa Senhora de Nazaré | Sudeste: Boqueirão do Piauí          |

## Histórico

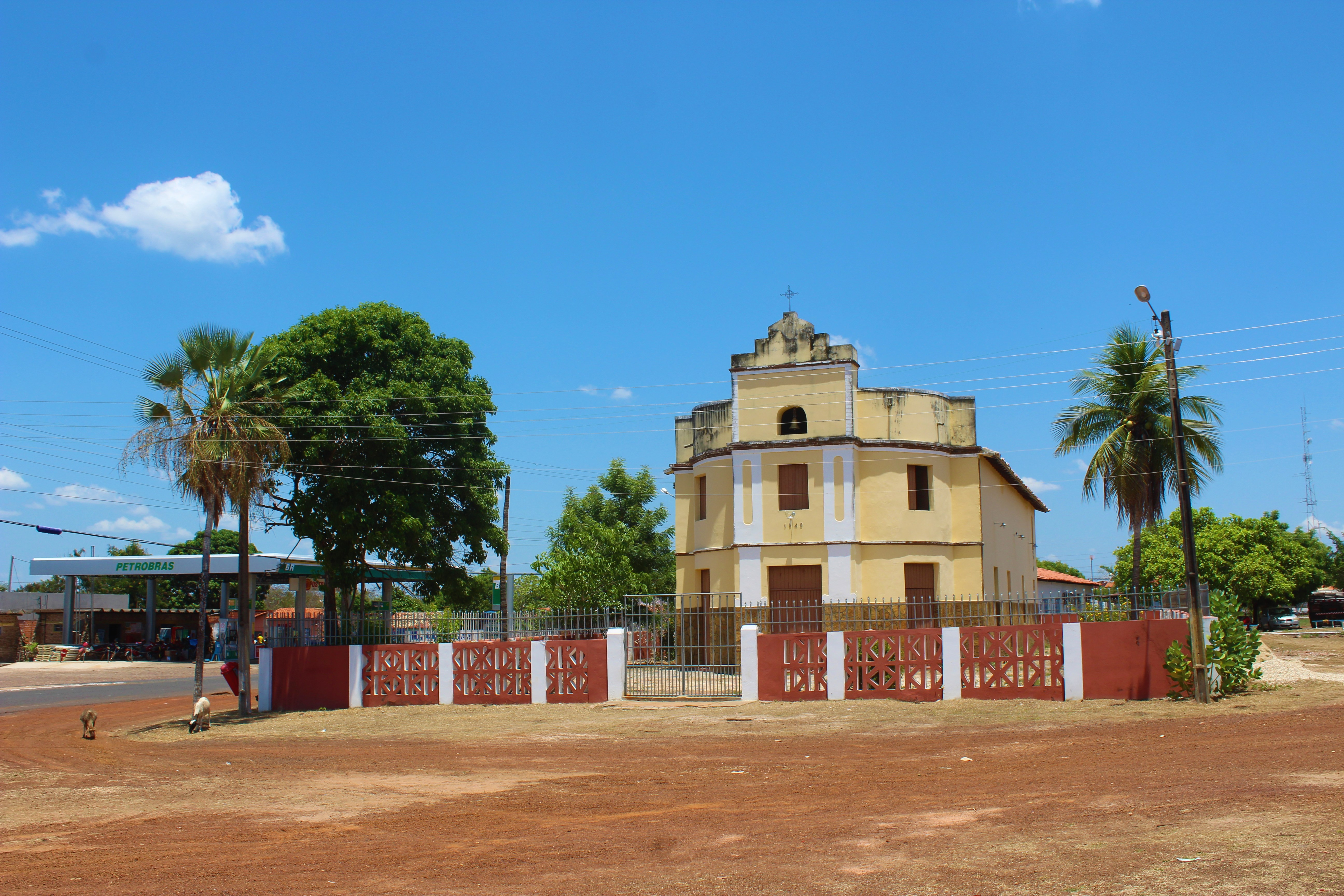
Edifício da capelinha.

O deslanchar da emancipação municipal adquiriu mais fôlego graças à interferência e ao apoio do líder e o deputado estadual Elenita Alexandre. Político de ampla penetração na região, orientou assiduamente os ideólogos da emancipação.
O apoio dele às causas do povoado demonstrou-se essencial à inclusão de Cabeceiras no rol das comunidades que buscavam à autonomia. O auxílio de Juraci Leite ocorreu, sobretudo, na luta para que o povoado fosse inserido àqueles que trabalhavam pela gerência própria.
Assim, Cabeceiras, atendendo aos requisitos exigidos em lei, inclui-se entre os povoados desejosos da condição de cidade, através do então deputada Elenita Alexandre . Em 10 de outubro de 1991, Jesualdo encaminhou à Assembleia Legislativa pedido de criação do município de Cabeceiras do Piauí conforme atesta a solicitação abaixo: 
No dia 16 de março de 1992, a Assembleia Legislativa autorizou ao TRE-PI a realização do plebiscito. Agora, na consciência da coletividade estava a decisão: Cabeceiras seria ou não cidade?
Não tardou para que os eleitores fossem às urnas. Aos 19 dias do mês de abril do mesmo ano, o povo disse sim ao desenvolvimento. À Unidade Escolar Venância Lages Veloso compareceram 2.170 votantes. Do total 1.900 disseram SIM e 205 optaram pelo NÃO. Os votos em branco somaram 20 e os nulos, 45.
Definitivamente, Cabeceiras assinava o compromisso com o futuro. Através da lei nº 1.477, de 29 de abril de 1992, nascia o município de Cabeceiras do Piauí.
Gentílico: cabeceirense

## Formação Administrativa
Elevado à categoria de município e distrito com a denominação de Cabeceiras do Piauí, pelo artigo 35, inciso II, do ato das disposições constitucionais transitórias, da constituição estadual de 0510-1989, com o topônimo, área territorial e limites estabelecidos pela lei estadual nº 4477, de 29-041992, desmembrado de Barras. Sede no atual distrito de Cabeceiras do Piauí ex-povoado de Cabeceiras. Constituído do distrito sede. Instalado em 1 de janeiro de 1993.
Em divisão territorial datada de 1-VI-1995, o município é constituído do distrito sede. 
Assim permanecendo em divisão territorial datada de 2005.

## Galeria

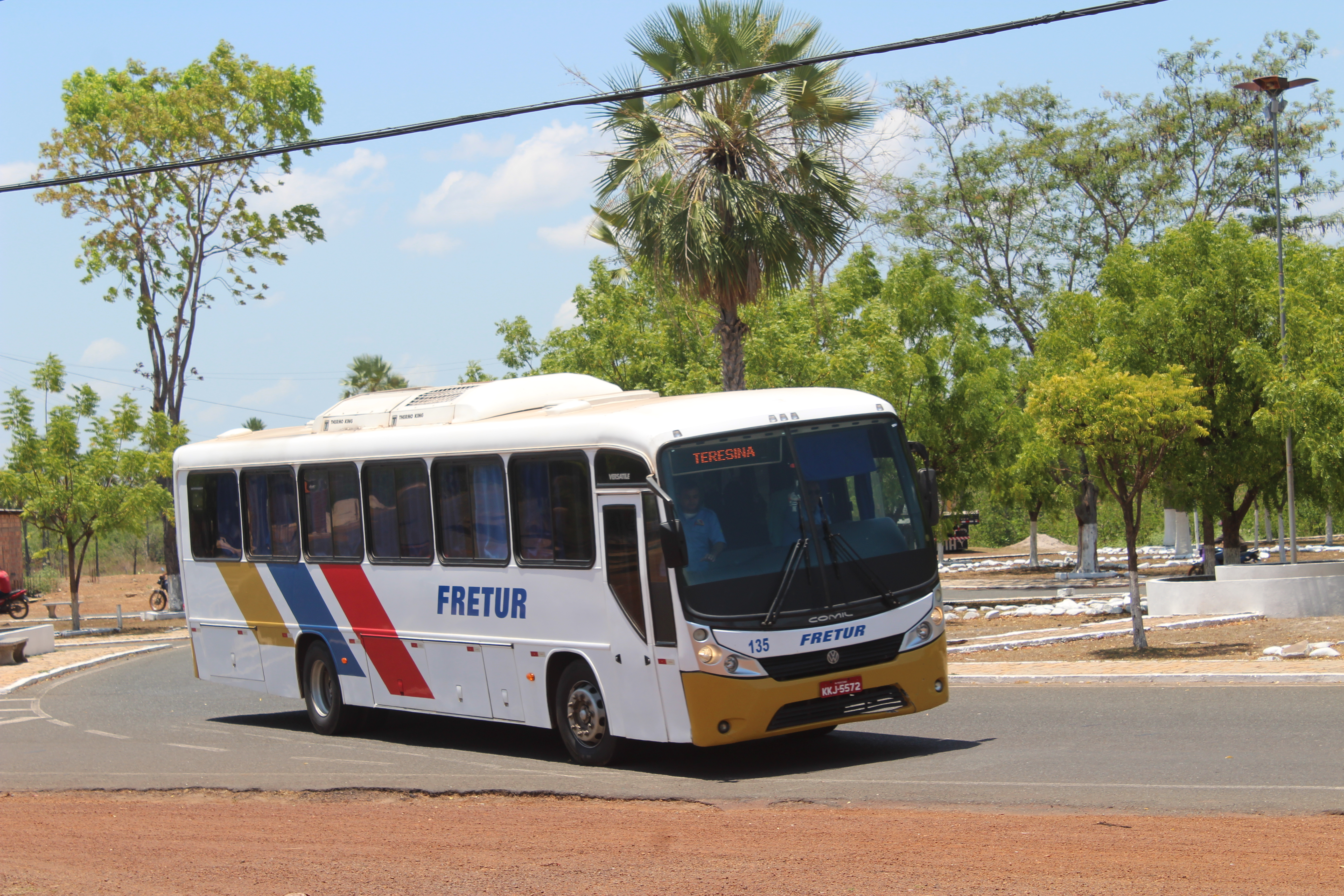
Rodovia PI-114.
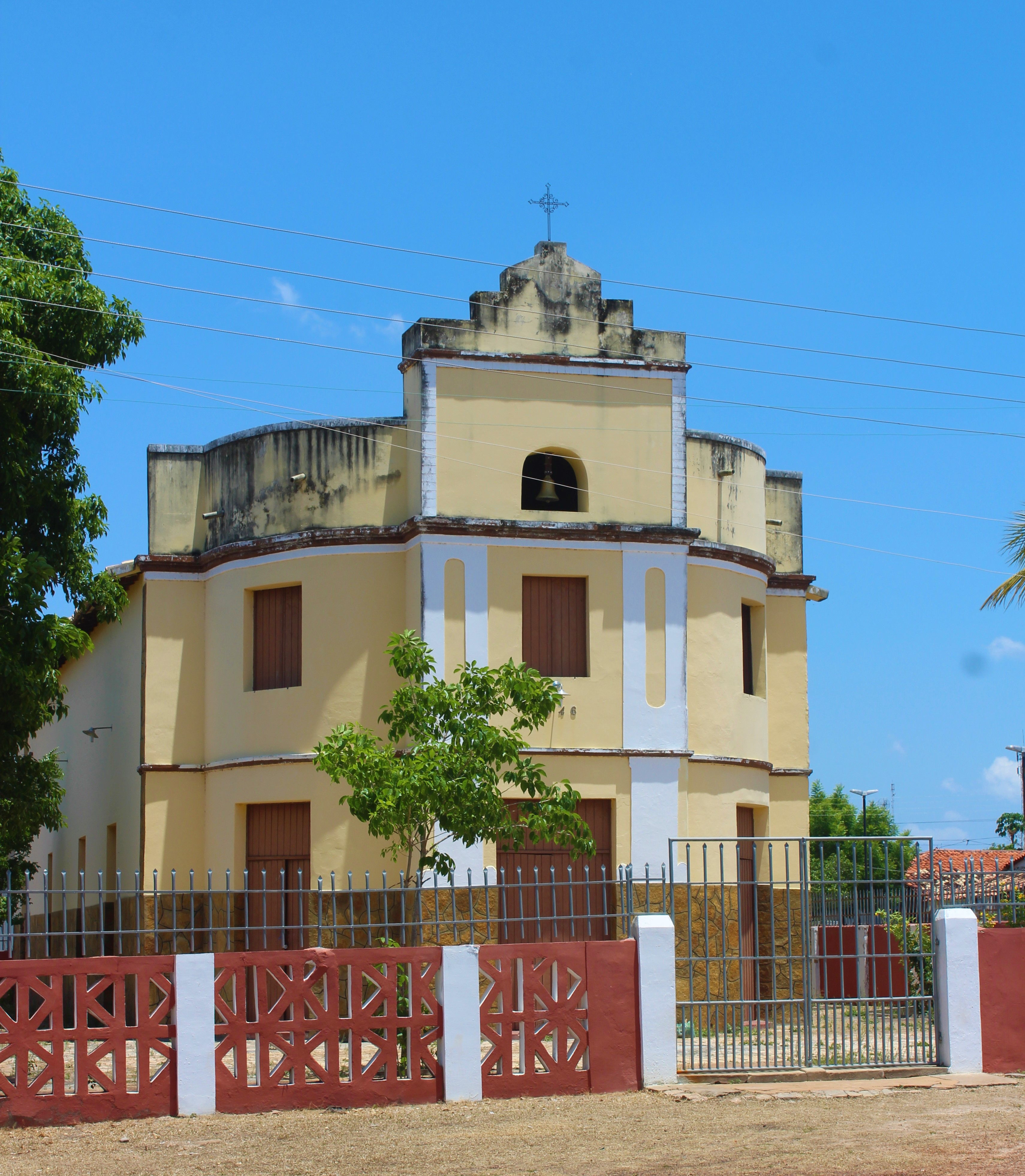
Capelinha, uma edificação histórica no município.
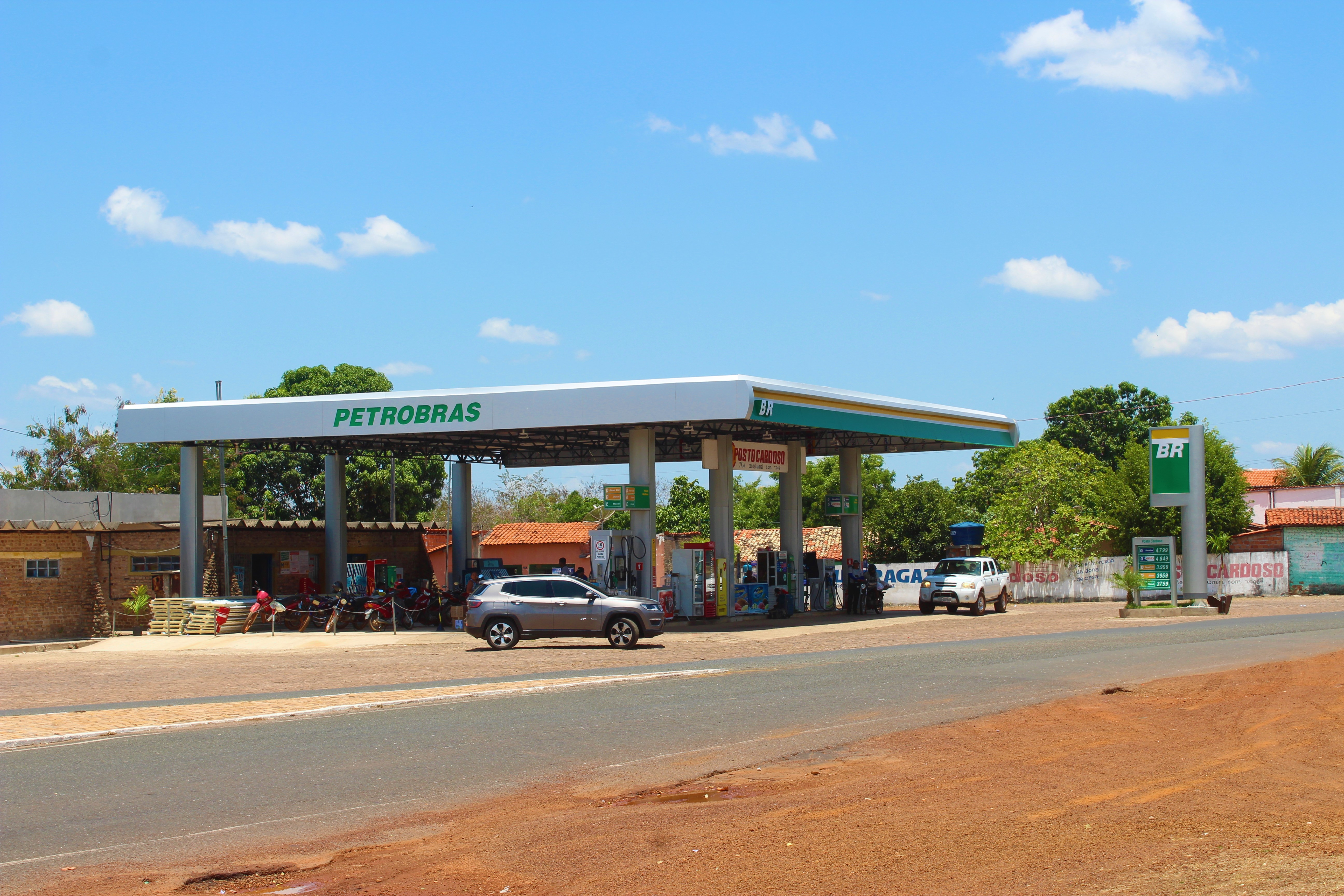
Posto de combustíveis.
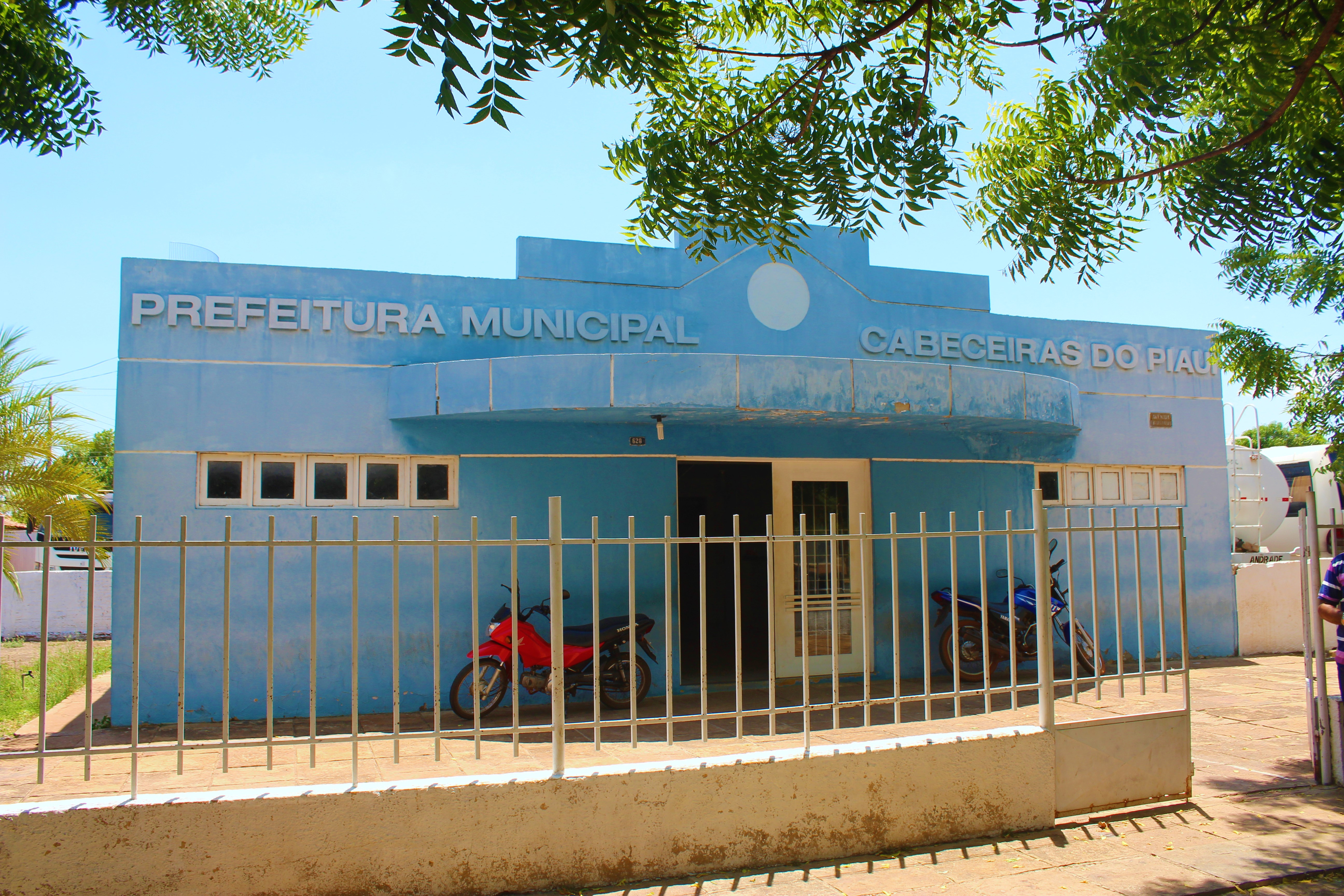
Palacete da Cidade, sede da prefeitura.
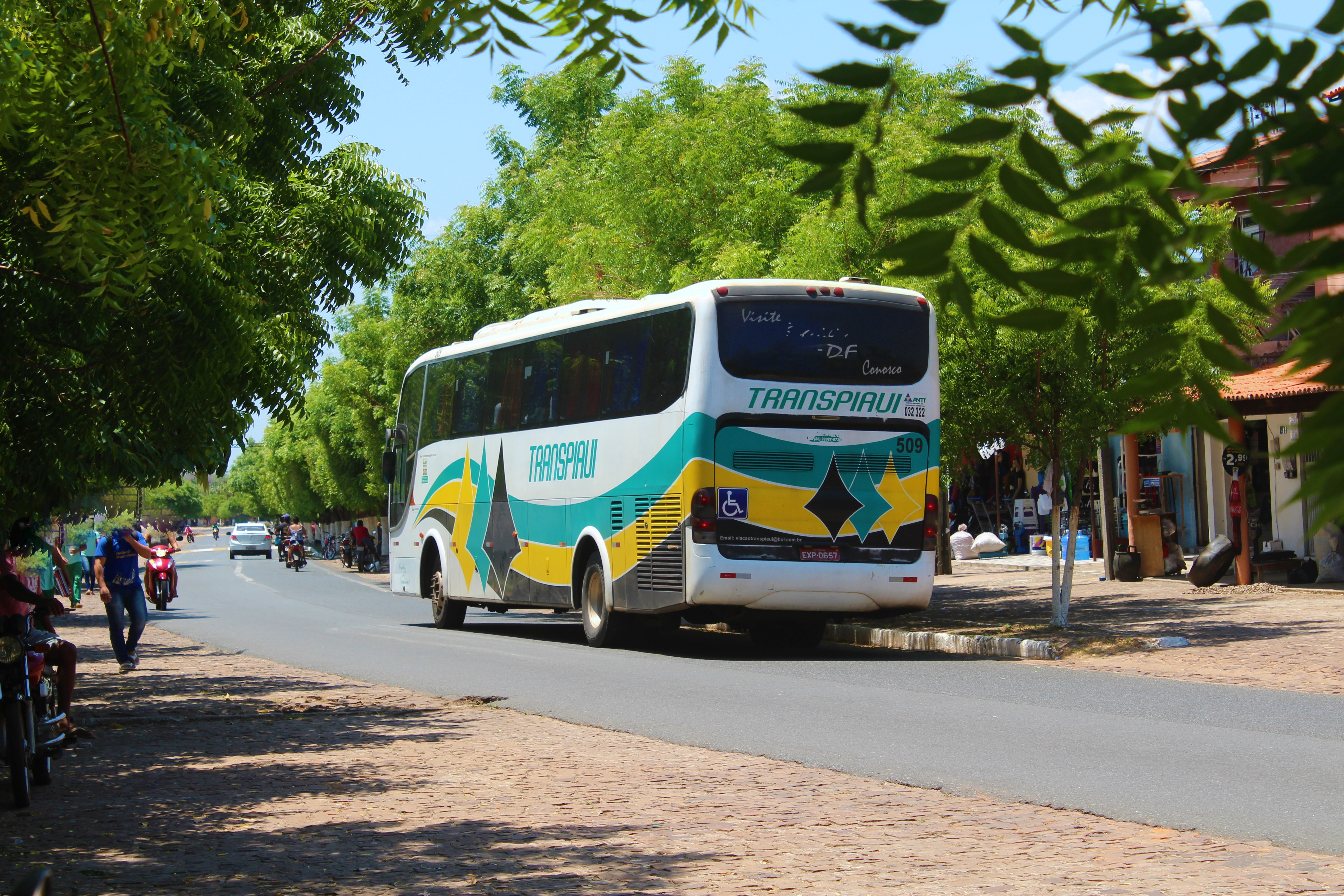
Transporte de ônibus na cidade.